# Manslaughter (1922)
Manslaughter (bra: A Homicida) é um filme mudo estadunidense de 1922, do gênero drama, produzido e dirigido por Cecil B. DeMille, com roteiro de Jeanie Macpherson baseado no romance Manslaughter, de Alice Duer Miller.